# آدریانا بیدژینسکا
آدریانا بیدژینسکا (لهستانی: Adrianna Biedrzyńska؛ زادهٔ ۳۰ مارس ۱۹۶۲) خواننده و بازیگر اهل لهستان است. وی در دو سبک درام و کمدی فعالیت دارد، اگرچه خود بازیگر اذعان می‌کند که در نقش‌های کمیک احساس راحتی بیشتری می‌کند. در سال ۲۰۰۶، او توسط یکی از طرفدارانش که ساکن چنتستوخووا بود، ربوده شد. این طرفدار، این بازیگر را به مدت هفت ساعت در اسارت نگه داشت، اما به جز حبس او، آسیبی به وی نرساند.
از فیلم‌ها یا برنامه‌های تلویزیونی که وی در آن نقش داشته‌است، می‌توان به قمار فوتبال، کورن‌بلومن‌بلائو،زیبا و ثروتمند بودن بهتر است، ۳۰۰ مایل تا بهشت، کنترل، مصائب بالتازار کوبر، هانوسن، ده فرمان ۴ و انگشتری با نشان عقاب تاج‌دار اشاره کرد.